# Geno Bank Essen
Die Geno Bank Essen eG (Eigenschreibweise in Versalien) ist eine Genossenschaftsbank mit Sitz in Essen. Sie unterhält elf Zweigstellen sowie fünf Automatenstandorte ohne Personal in Essen, außerdem eine Zweigstelle in Hattingen-Niederwenigern. Nach Rangliste des Bundesverbandes liegt sie mit ihrer Bilanzsumme auf Rang 286 aller Genossenschaftsbanken in Deutschland.
Mit der Geno Immobilien GmbH betreibt die Geno Bank außerdem ein Tochterunternehmen für Immobiliendienstleistungen.

## Geschichte
Die heutige Geno Bank Essen entstand aus mehreren Genossenschaftsbanken, die auf dem Gebiet der heutigen Stadt Essen und des angrenzenden Hattingen-Niederwenigern gegründet wurden: Dem Dumberger Spar- und Darlehenskassenverein eG zu Niederwenigern, der am 22. November 1886 ins Leben gerufen wurde sowie der am 25. Juli 1896 gegründeten Altenessener Kreditanstalt und dem im selben Jahr am 16. November 1896 gegründeten Credit-Verein zu Werden gegründet.
Die Genossenschaftsbank Niederwenigern verlegte später ihren Sitz in das benachbarte Altendorf (Ruhr) und änderte 1954 ihren Firmennamen in Spar- und Darlehenskasse Altendorf Ruhr eGmbH. 1963 fusionierten die Altessener Kreditanstalt und die Volksbank Werden zur Volksbank Essen. Zur Eingemeindung von Altendorf nach Essen 1970 änderte die dortige Bank ihren Namen in Spar- und Darlehenskasse Essen. Damit gab es in Essen zwei konkurrierende Genossenschaftsbanken. 1990 und 1992 folgten weitere Namensänderungen in Essener Genossenschafts-Bank und Genossenschafts-Bank Essen.
1999 fusionierten die beiden konkurrierenden Banken zur Geno-Volks-Bank Essen eG. 2008 wurde der Name erneut geändert zur heutigen Geno Bank Essen eG.

## Gesellschaftliches Engagement
Die Geno Bank unterstützt Kultur, Gesellschaft, Sport und Bildung in Essen. Unter anderem fördert sie ein digitales Portal des Historischen Vereins für die Stadt Essen, richtet die Veranstaltungsreihe „Geno Talk“ zu gesellschaftlichen Themen aus und unterstützt den Verein Förderturm e.V. für die Chancengleichheit von Kindern und Jugendlichen. Sie richtet jährlich das Fußballturnier „Geno Cup“ aus, bei dem die teilnehmenden Amateurvereine Förderprämien nach Erfolg erhalten.